# Kabinett Albrecht V
Das Kabinett Albrecht V bildete vom 9. Juli 1986 bis zum 21. Juni 1990 die Niedersächsische Landesregierung. Es entstand nach der Landtagswahl am 15. Juni 1986 und endete regulär mit der Landtagswahl am 13. Mai 1990. Bei dieser wurde die SPD (44,2 %) stärkste Partei vor der CDU (42,0 %); Gerhard Schröder wurde Ministerpräsident und bildete eine rot-grüne Koalition (Kabinettsliste hier).
| Amt                                    | Name                                                   | Partei | Partei |
| -------------------------------------- | ------------------------------------------------------ | ------ | ------ |
| Ministerpräsident                      | Ernst Albrecht                                         |        | CDU    |
| Stellvertreter des Ministerpräsidenten | Wilfried Hasselmann (bis 31. Oktober 1988)             |        | CDU    |
| Stellvertreter des Ministerpräsidenten | Josef Stock (ab 9. November 1988)                      |        | CDU    |
| Inneres                                | Wilfried Hasselmann (bis 31. Oktober 1988)             |        | CDU    |
| Inneres                                | Walter Remmers (31. Oktober 1988 bis 9. November 1988) |        | CDU    |
| Inneres                                | Josef Stock (ab 9. November 1988)                      |        | CDU    |
| Wirtschaft, Technologie und Verkehr    | Walter Hirche                                          |        | FDP    |
| Ernährung, Landwirtschaft und Forsten  | Burkhard Ritz                                          |        | CDU    |
| Finanzen                               | Birgit Breuel                                          |        | CDU    |
| Justiz                                 | Walter Remmers                                         |        | CDU    |
| Kultus                                 | Georg-Berndt Oschatz (bis 30. April 1987)              |        | CDU    |
| Kultus                                 | Wolfgang Knies (6. Mai 1987 bis 9. November 1988)      |        | CDU    |
| Kultus                                 | Horst Horrmann (ab 9. November 1988)                   |        | CDU    |
| Wissenschaft und Kunst                 | Johann-Tönjes Cassens                                  |        | CDU    |
| Umwelt                                 | Werner Remmers                                         |        | CDU    |
| Soziales                               | Hermann Schnipkoweit                                   |        | CDU    |
| Bundes- und Europaangelegenheiten      | Heinrich Jürgens                                       |        | FDP    |